# MFZB
MFZB ("Mother-Fucking Zebrahead, Bitch") es el cuarto álbum de la banda estadounidense de punk-rock Zebrahead. También es el nombre del club de fans del grupo. El álbum estaba disponible en varios colores, incluidos azul (oficial), amarillo, verde y rojo.

## Lista de canciones
1. Rescue Me - 3:19
2. Over The Edge - 2:46
3. Strength - 3:26
4. Hello Tomorrow - 4:04
5. The Set-Up - 3:15
6. Blur - 3:39
7. House Is Not My Home - 3:21
8. Into You - 3:11
9. Alone - 2:19
10. Expectations - 3:43
11. Falling Apart - 3:10
12. Let It Ride - 3:09
13. Type A - 2:12
14. Runaway - 3:22
15. Dear You (Far Away) - 7:25
16. The Fear - 2:47

### Pistas adicionales de la versión japonesa
1. Surrender  (portada de Cheap Trick) - 3:08
2. Good Things - 3:03
3. Dissatisfied - 3:05

## Miembros del grupo
- Justin Mauriello - Guitarra rítmica, Voz
- Ali Tabatabaee - Voz
- Greg Bergdorf - Guitarra líder
- Ben Osmundson - Bajo eléctrico
- Ed Udhus - Batería

## Observaciones
- Alone y Falling Apart aparecen en WWE Day of Reckoning, en Gamecube, así como en WWE Smackdown! vs. RAW, en PlayStation 2.
- Falling Apart también aparece en el juego Steel Lancer Arena International, en PlayStation 2, con las canciones Rescue Me y Are You For Real?.